# 普罗韦维尔
普罗韦维尔（法語：Proverville，法語發音：[pʁɔvɛʁvil]）是法国奥布省的一个市镇，属于奥布河畔巴尔区。

## 地理
普罗韦维尔（48°13'52"N, 4°41'45"E）面积6.98 平方千米，位于法国大東部大區奥布省，该省份为法国中北部省份，北起马恩省，西接塞纳-马恩省，西南至约讷省，东南至科多尔省，东临上马恩省。
与普罗韦维尔接壤的市镇（或旧市镇、城区）包括：阿耶维尔、奥布河畔巴尔、库维尼翁、弗拉沃、若库尔、蒙捷昂利勒、斯普瓦。

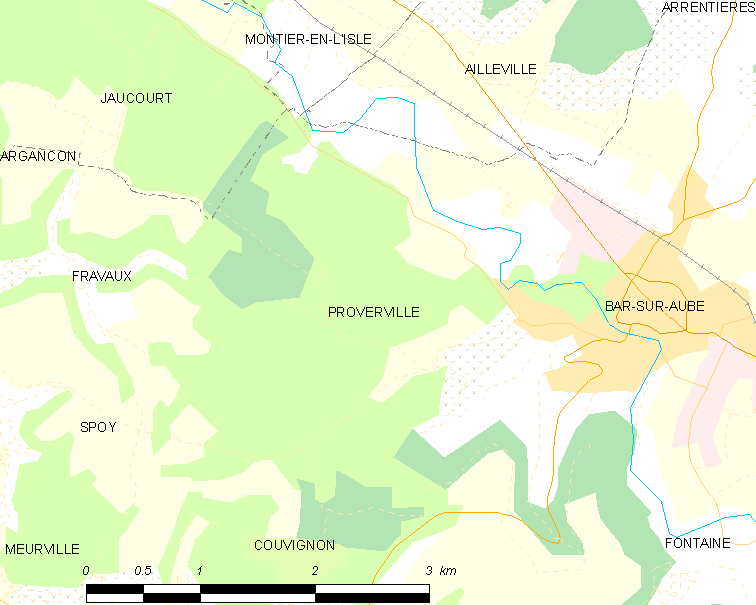
普罗韦维尔的OSM定位图

普罗韦维尔的时区为UTC+01:00、UTC+02:00（夏令时）。

## 行政
普罗韦维尔的邮政编码为10200，INSEE市镇编码为10306。

## 政治
普罗韦维尔所属的省级选区为奥布河畔巴尔县。

## 人口

1962-2008年间普罗韦维尔人口变化图示

普罗韦维尔于2022年1月1日时的人口数量为223人。